# Campionatul Mondial de Hochei pe Gheață Masculin din 2023
Campionatul Mondial de Hochei pe Gheață Masculin din 2023 a fost găzduit de Finlanda și Letonia în perioada 12-28 mai 2023 și organizat de Federația Internațională de Hochei pe Gheață (IIHF).

## Alegerea țării organizatoare
Inițial, evenimentul a fost planificat să se desfășoare la Sankt Petersburg, Rusia, dar în februarie 2022, Comitetul Olimpic Internațional (CIO) a cerut ca Rusiei și Belarusului să li se retragă drepturile de găzduire a tuturor evenimentelor sportive internaționale din cauza invaziei rusești în Ucraina. La 26 aprilie 2022, Rusia și-a pierdut dreptul de a găzdui Campionatul Mondial.
După ce au fost promovate în prima divizie, Slovenia și Ungaria au depus ambele oferte pentru a găzdui împreună evenimentul la Ljubljana și Budapesta. Oferta a fost retrasă din cauza faptului că Federația maghiară de hochei pe gheață a informat IIHF că nu a primit garanțiile guvernamentale pentru a găzdui competiția. Finlanda și Letonia au depus o candidatură comună, cu Nokia Arena din Tampere și Arena Riga din Riga ca potențiale arene. La 27 mai 2022, IIHF a confirmat că Finlanda și Letonia vor găzdui turneul, Finlanda găzduind și Campionatul Mondial IIHF din 2022 la Tampere (Nokia Arena) și Helsinki (Helsinki Ice Hall).

## Arene
| Finland                        | TampereRiga | Letonia                       |
| Tampere                        | TampereRiga | Riga                          |
| Nokia Arena Capacitate: 13.455 | TampereRiga | Arena Riga Capacitate: 10.300 |
|                                | TampereRiga |                               |

## Participanți
Calificate ca țări gazdă
- Finlanda
- Letonia

Calificate automat după clasarea pe primele 14 locuri la Campionatul Mondial de Hochei pe Gheață Masculin din 2022
- Austria
- Canada
- Cehia
- Danemarca
- Elveția
- Franța
- Germania
- Kazahstan
- Norvegia
- Slovacia
- Suedia
- SUA

Calificate după promovarea din Campionatul Mondial de Hochei pe Gheață Masculin din 2022 Divizia 1
- Slovenia
- Ungaria

## Arbitri
16 arbitri principali și de linie au fost anunțați la 6 aprilie 2023.
| - Adam Bloski - Mike Langin - Jan Hribik - Mads Frandsen - Lassi Heikkinen - Mikko Kaukokari - Liam Sewell - Sirko Hunnius | - André Schrader - Andris Ansons - Tobias Björk - Christoffer Holm - Stefan Hürlimann - Miroslav Stolc - Sean Fernandez - Sean MacFarlane |  |

| - David Nothegger - Brett Mackey - Tarrington Wyonzek - Daniel Hynek - Jiří Ondráček - Andreas Krøyer - Onni Hautamäki - Tommi Niittylä | - Nicolas Constantineau - Andreas Hofer - Dāvis Zunde - Šimon Synek - Emil Yletyinen - Eric Cattaneo - Nick Briganti - Jake Davis |  |

## Etapa preliminară

### Grupa A

#### Meciuri
| 12 mai 2023 | Finlanda | 1 – 4 | SUA      |  |
| 12 mai 2023 | Suedia   | 1 – 0 | Germania |  |

| 13 mai 2023 | Franța   | 2 – 1 (OT) | Austria   |  |
| 13 mai 2023 | Ungaria  | 1 – 3      | Danemarca |  |
| 13 mai 2023 | Germania | 3 – 4      | Finlanda  |  |

| 14 mai 2023 | SUA    | 7 – 1      | Ungaria   |  |
| 14 mai 2023 | Franța | 3 – 4 (OT) | Danemarca |  |
| 14 mai 2023 | Suedia | 5 – 0      | Austria   |  |

| 15 mai 2023 | Germania | 2 – 3 | SUA    |  |
| 15 mai 2023 | Finlanda | 1 – 2 | Suedia |  |

| 16 mai 2023 | Danemarca | 6 – 2      | Austria |  |
| 16 mai 2023 | Franța    | 2 – 3 (OT) | Ungaria |  |

| 17 mai 2023 | SUA      | 4 – 1 | Austria |  |
| 17 mai 2023 | Finlanda | 5 – 3 | Franța  |  |

| 18 mai 2023 | Ungaria   | 1 – 7 | Suedia   |  |
| 18 mai 2023 | Danemarca | 4 – 6 | Germania |  |

| 19 mai 2023 | Ungaria | 1 – 7 | Finlanda |  |
| 19 mai 2023 | Austria | 2 – 4 | Germania |  |

| 20 mai 2023 | SUA     | 3 – 0 | Danemarca |  |
| 20 mai 2023 | Austria | 1 – 3 | Finlanda  |  |
| 20 mai 2023 | Suedia  | 4 – 0 | Franța    |  |

| 21 mai 2023 | Germania | 7 – 2 | Ungaria |  |
| 21 mai 2023 | SUA      | 9 – 0 | Franța  |  |

| 22 mai 2023 | Danemarca | 1 – 4      | Suedia  |  |
| 22 mai 2023 | Austria   | 4 – 3 (OT) | Ungaria |  |

| 23 mai 2023 | Germania | 5 – 0      | Franța    |  |
| 23 mai 2023 | Suedia   | 3 – 4 (OT) | SUA       |  |
| 23 mai 2023 | Finlanda | 7 – 1      | Danemarca |  |

### Grupa B

#### Meciuri
| 12 mai 2023 | Slovacia | 2 – 3 | Cehia  |  |
| 12 mai 2023 | Letonia  | 0 – 6 | Canada |  |

| 13 mai 2023 | Elveția  | 7 – 0      | Slovenia  |  |
| 13 mai 2023 | Norvegia | 3 – 4 (OT) | Kazahstan |  |
| 13 mai 2023 | Slovacia | 2 – 1      | Letonia   |  |

| 14 mai 2023 | Slovenia | 2 - 5 | Canada    |  |
| 14 mai 2023 | Norvegia | 0 – 3 | Elveția   |  |
| 14 mai 2023 | Cehia    | 5 – 1 | Kazahstan |  |

| 15 mai 2023 | Slovacia | 1 - 2 (OT) | Canada  |  |
| 15 mai 2023 | Cehia    | 3 – 4 (OT) | Letonia |  |

| 16 mai 2023 | Slovenia | 0 - 1 | Norvegia  |  |
| 16 mai 2023 | Elveția  | 5 – 0 | Kazahstan |  |

| 17 mai 2023 | Letonia | 2 - 1 | Norvegia  |  |
| 17 mai 2023 | Canada  | 5 – 1 | Kazahstan |  |

| 18 mai 2023 | Cehia   | 6 - 2 | Slovenia |  |
| 18 mai 2023 | Elveția | 4 – 2 | Slovacia |  |

| 19 mai 2023 | Letonia   | 3 - 2      | Slovenia |  |
| 19 mai 2023 | Kazahstan | 4 – 3 (OT) | Slovacia |  |

| 20 mai 2023 | Norvegia  | 0 - 2 | Cehia   |  |
| 20 mai 2023 | Canada    | 2 – 3 | Elveția |  |
| 20 mai 2023 | Kazahstan | 0 – 7 | Letonia |  |

| 21 mai 2023 | Slovenia | 0 - 1 | Slovacia |  |
| 21 mai 2023 | Cehia    | 2 – 4 | Elveția  |  |

| 22 mai 2023 | Canada    | 2 - 3 (OT) | Norvegia |  |
| 22 mai 2023 | Kazahstan | 4 – 3      | Slovenia |  |

| 23 mai 2023 | Slovacia | 4 - 1      | Norvegia |  |
| 23 mai 2023 | Canada   | 3 – 1      | Cehia    |  |
| 23 mai 2023 | Elveția  | 3 – 4 (OT) | Letonia  |  |

## Runda eliminatorie
|  | Sferturi de finală | Sferturi de finală |          |   | Semifinale            | Semifinale            |  |  | Finala | Finala |
|  |                    |                    |          |   |                       |                       |  |  |        |        |
|  | 25 mai             |                    |          |   |                       |                       |  |  |        |        |
|  |                    |                    |          |   |                       |                       |  |  |        |        |
|  | SUA                | 3                  |          |   |                       |                       |  |  |        |        |
|  | SUA                | 3                  | 27 mai   |   |                       |                       |  |  |        |        |
|  | Cehia              | 0                  |          |   |                       |                       |  |  |        |        |
|  | Cehia              | 0                  | SUA      | 3 |                       |                       |  |  |        |        |
|  | 25 mai             |                    | SUA      | 3 |                       |                       |  |  |        |        |
|  |                    | Germania           | 4 (OT)   |   |                       |                       |  |  |        |        |
|  | Elveția            | Germania           | 4 (OT)   | 1 |                       |                       |  |  |        |        |
|  | Elveția            |                    | 28 mai   | 1 |                       |                       |  |  |        |        |
|  | Germania           | 3                  |          |   |                       |                       |  |  |        |        |
|  | Germania           | 3                  | Germania | 2 |                       |                       |  |  |        |        |
|  | 25 mai             |                    | Germania | 2 |                       |                       |  |  |        |        |
|  |                    | Canada             | 5        |   |                       |                       |  |  |        |        |
|  | Canada             | Canada             | 5        | 4 |                       |                       |  |  |        |        |
|  | Canada             | 27 mai             |          | 4 |                       |                       |  |  |        |        |
|  | Finlanda           | 1                  |          |   |                       |                       |  |  |        |        |
|  | Finlanda           | 1                  | Canada   | 4 |                       |                       |  |  |        |        |
|  | 25 mai             |                    | Canada   | 4 |                       |                       |  |  |        |        |
|  |                    | Letonia            | 2        |   | Meciul pentru locul 3 | Meciul pentru locul 3 |  |  |        |        |
|  | Suedia             | Letonia            | 2        | 1 | Meciul pentru locul 3 | Meciul pentru locul 3 |  |  |        |        |
|  | Suedia             |                    | 28 mai   | 1 |                       |                       |  |  |        |        |
|  | Letonia            | 3                  |          |   |                       |                       |  |  |        |        |
|  | Letonia            | 3                  | SUA      | 3 |                       |                       |  |  |        |        |
|  |                    |                    |          |   |                       |                       |  |  |        |        |
|  | Letonia            | 4 (OT)             |          |   |                       |                       |  |  |        |        |
|  | Letonia            | 4 (OT)             |          |   |                       |                       |  |  |        |        |

## Clasament final
Echipele care au terminat pe locul cinci în turul preliminar s-au clasat pe locurile nouă și zece, echipele care au terminat pe locul șase s-au clasat pe locurile 11 și 12 și așa mai departe.

## Medaliați
| Campioană Canada | Devon Levi, Joel Hofer, Sam Montembeault - Jacob Middleton, Pierre-Olivier Joseph, Justin Barron, MacKenzie Weegar, Tyler Myers, Ethan Bear, Brad Hunt - Cody Glass, Jack McBain, Milan Lucic, Peyton Krebs, Scott Laughton, Jack Quinn, Michael Carcone, Jake Neighbours, Lawson Crouse, Tyler Toffoli, Samuel Blais, Joe Veleno, Adam Fantilli Antrenor: André Tourigny |

| Vicecampioană Germania | Dustin Strahlmeier, Mathias Niederberger, Maximilian Franzreb - Kai Wissmann, Leon Gawanke, Maksymilian Szuber, Fabio Wagner, Jonas Müller, Moritz Seider, Leon Hüttl, Moritz Müller - Maximilian Kastner, Samuel Soramies, John-Jason Peterka, Alexander Ehl, Manuel Wiederer, Wojciech Stachowiak, Parker Tuomie, Dominik Kahun, Justin Schütz, Daniel Fischbuch, Nico Sturm, Marcel Noebels, Frederik Tiffels, Filip Varejcka Antrenor: Harold Kreis |

| Locul 3 Letonia | Artūrs Šilovs, Kristers Gudļevskis, Ivars Punnenovs - Kārlis Čukste, Uvis Jānis Balinskis, Oskars Cibuļskis, Ralfs Freibergs, Roberts Mamčics, Arvils Bergmanis, Jānis Jaks, Kristaps Zīle, Kristiāns Rubīns - Renārs Krastenbergs, Rihards Bukarts, Kaspars Daugaviņš, Mārtiņš Dzierkals, Rodrigo Ābols, Rūdolfs Balcers, Toms Andersons, Andris Džeriņš, Georgs Golovkovs, Miks Indrašis, Roberts Bukarts, Deniss Smirnovs, Dans Ločmelis, Ronalds Ķēniņš, Oskars Batņa Antrenor: Harijs Vītoliņš |

## Echipa ideală

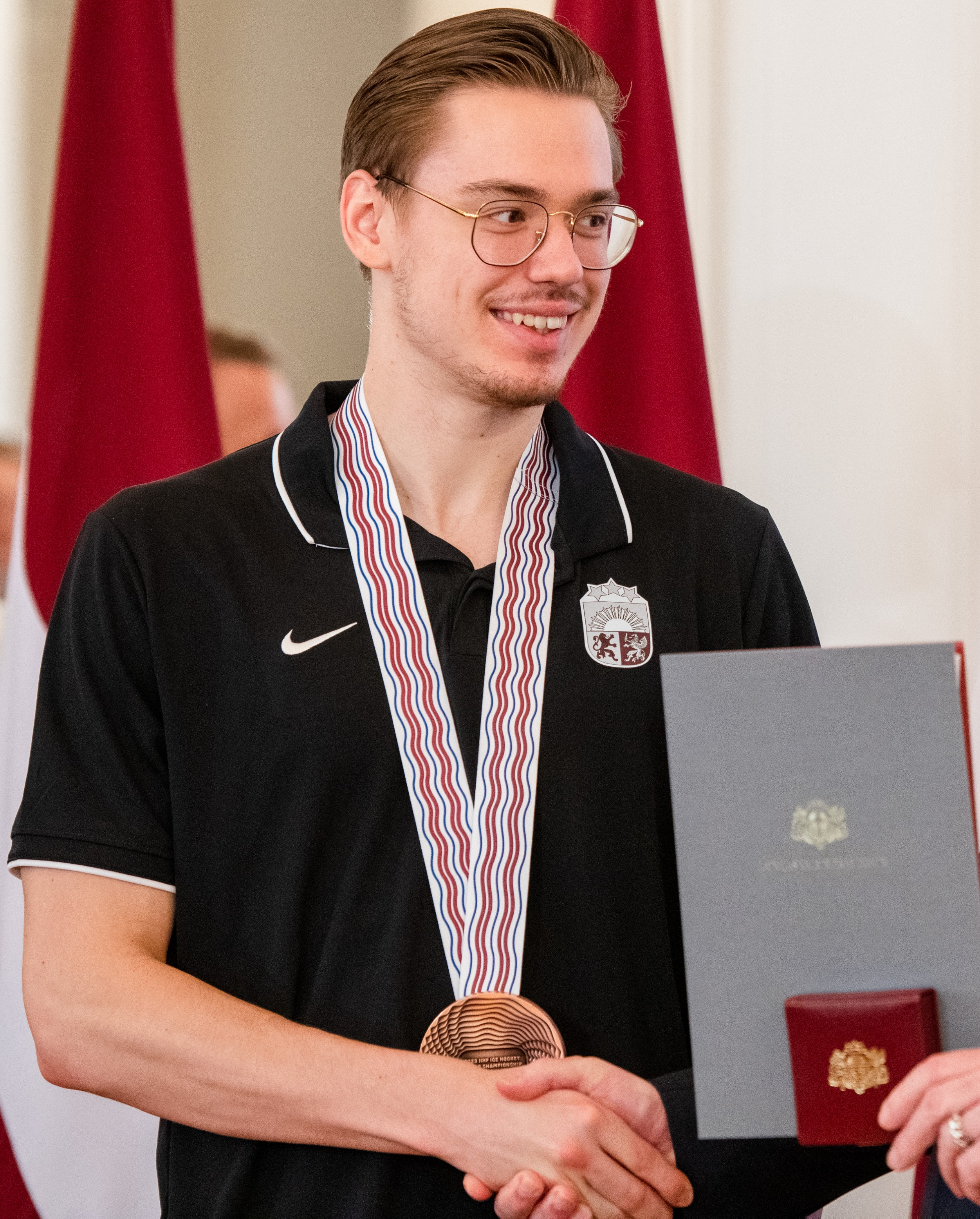
Artūrs Šilovs (Letonia), MVP, cu medalia de bronz

Echipa ideală (All-Star Team) a fost anunțată pe 28 mai 2023.
| Post    | Jucător            |
| ------- | ------------------ |
| Portar  | Artūrs Šilovs      |
| Fundaș  | MacKenzie Weegar   |
| Fundaș  | Moritz Seidel      |
| Atacant | John-Jason Peterka |
| Atacant | Rocco Grimaldi     |
| Atacant | Dominik Kubalík    |

- Cel mai bun portar: Artūrs Šilovs [1]
- Cel mai bun fundaș: MacKenzie Weegar [1]
- Cel mai bun atacant: John-Jason Peterka [1]